# 꼬마마법사 레미의 등장인물 목록
꼬마마법사 레미의 등장인물은 다음과 같다.

## 마법당
마법당은 마조리카가 오래 전부터 관리와 경영을 도맡았던 가게이며, 요정인 라라와 같이 경영하고 있었다. 도레미 일행들이 태어나기 전부터 관리해온 것으로 설정되어 있다. 마키하타야마 리카의 마법당이라는 간판을 걸고 마법용품이나 액세사리를 판매했으나 어느 날 우연히 도레미에게 마녀라는 것을 들켜버리게 되고, 그 뒤로 아이코와 하즈키가 마녀가 된 뒤 아이들이 가게 간판을 마법당(일본어: MAHO堂)이라는 간판으로 바꾸고 내부 인테리어도 바꾸게 된다. 1기는 마조리카가 원래 팔고 있었던 마법용품을 판매, 2기 때는 하나를 키우게 되면서 FLOWER GARDEN MAHO堂이라는 꽃집으로 리모델링, 3기 때는 모모코가 새로 합류하면서 SWEET HOUSE MAHO堂이라는 제과점으로 리모델링되며, 4기 때는 GIFT SHOP MAHO堂이라는 선물상점으로 바뀌었다. 이 일로 3기 때부터 빵이나 과자를 사 먹으러 마법당을 드나들던 사람들이 실망하는 일도 있었다. 하나가 마녀로 돌아가고나서는 마조리카가 하나를 맡아서 차기 여왕으로 돌보게 되며 MAHO당은 문을 닫게 된다.
- 하루카제 도레미(도레미)
  - 색깔:      분홍색
- 후지와라 하즈키(장메이)
  - 색깔:      주황색
- 세노오 아이코(유사랑)
  - 색깔:      파란색
- 세가와 온푸(진보라)
  - 색깔:      보라색
- 아스카 모모코(나모모)
  - 색깔:      노란색
- 하루카제 폿프(도또미)
  - 색깔:      빨간색
- 마키하타야마 하나(오하나)
  - 색깔:      하얀색

## 요정
- 도도
- 레레
- 미미
- 로로
- 니니
- 파파
- 토토

## 마녀계
- 마조트루비용
- 마조리카
- 마조루카
- 마조하트
- 마조록산느
- 마조몬로
- 마조미라
- 마조톤
- 마조설리반
- 마조폰
- 마조피

## 마법 왕국

### 마법 왕국의 마법사
| 이름      | 등장 시기                         | 성격        | 캐릭터 설명 |
| --------- | --------------------------------- | ----------- | --- |
| 에이스    | 2기(샵), 4기(비바체)              | 활발한 성격 | 플랫 4의 대표로 마법 왕국의 왕자이다. 레미를 좋아하고 있으나 극 중 레미와 같은 반에 있는 땡구를 질투한다. |
| 팽이      | 2기(샵), 4기(비바체)              | 활발한 성격 | 플랫 4의 일원으로 활발한 성격이면서도 가끔 냉정한 성격도 보인다. 극 중 메이를 좋아하고 예의가 바르다. |
| 레온      | 2기(샵), 4기(비바체)              | 활발한 성격 | 플랫 4의 일원으로 운동을 좋아한다. 사랑이를 마음에 품고 좋아하고 있으나 정작 당사자인 사랑이는 레온을 마음에 들어하지 않는 듯 하다.                                                                               |
| 토토      | 2기(샵), 4기(비바체)              | 활발한 성격 | 플랫 4의 마지막 일원으로 연예인이 되는 것이 꿈이다. 보라를 마음 속에 품고 있고 좋아하고 있으나 정작 보라는 토토를 부담스러워 하는 것으로 보인다.                                                                  |
| 국왕      | 2기(샵), 4기(비바체)              | 온순한 성격 | 마법 왕국의 임금으로 에이스의 부왕이다. 마녀계 여왕님께 하나를 돌려주면서 그 동안 미안하다고 사과하고 마녀계랑 손을 잡아 마녀계와의 관계를 회복한다.                                                              |
| 봉글 백작 | 2기(샵), 4기(비바체)              | 냉정한 성격 | 마법 왕국의 백작으로 마법 왕국 국왕의 명에 따라 하나를 잘 모셔오라고 명을 받았으나, 잘못 알아듣고 납치하여 중징계를 받는다. 그 뒤로는 잘 등장하지 않는다.                                                         |
| 동글이    | 2기(샵), 3기(포르테), 4기(비바체) | 온순한 성격 | 마법 왕국의 마법사로 마법 왕국 국왕의 명에 따라 하나를 잘 모셔오라고 명을 받았으나, 잘못 알아듣고 납치하여 중징계를 받는다. 그 뒤로는 마법계 유치원에서 조수로 일한다. 임시로 플랫 4와 함께 플롯 5가 되기도 한다. |

## 푸른하늘 초등학교

### 푸른하늘 초등학교의 선생님
| 이름          | 등장 시기                              | 담담업무                                    | 캐릭터 설명 |
| ------------- | -------------------------------------- | ------------------------------------------- | --- |
| 교감 선생님   | 1기, 2기(샵), 3기(포르테), 4기(비바체) | 교무관리                                    | 푸른하늘 초등학교의 교감 선생님으로, 아이들에게 엄하고 또한 아이들이 잘못을 저지르면 엄하게 다스린다. 그 때문인지 아이들한테 인기가 꽝이다. 레미와 6학년 아이들이 졸업하는 동시에 같이 정년 퇴임을 하게 되면서 학교를 떠나게 된다. 1940년생 추측됨. |
| 천수영 선생님 | 1기, 2기(샵), 3기(포르테), 4기(비바체) | 3, 4학년 2반 담임5, 6학년 1반 담임학년 부장 | 푸른하늘 초등학교의 학년 부장이자 담임 선생님으로 도레미의 담임 선생님이다. 지각이나 숙제를 안 해오면 엄하게 벌을 주지만 그 만큼 아이들을 끔찍히도 사랑한다. 6학년이 거의 끝나갈 때 쯤, 아이들이 뒷산에 비행기를 만든다는 소문을 들었을 때 마음이 찢어질듯 아파했다. 남자 애들은 물론이고 자신이 믿었던 전교 부회장인 우빈이와 부반장 세진이, 레미와 모모, 하나까지 모두 연류되어 있었기 때문이다. 하지만 나중에는 화를 내기보다는 오히려 기분 좋게 받아들여줬다. 아이들이 스스로 자신의 꿈을 찾아 나섰기 때문이다. 레미와 세진, 우빈이가 졸업한 후에는 다시 초심으로 돌아가서 3학년 2반 담임을 맡게 된다. 1963년생 추측됨. |
| 신유리 선생님 | 3기(포르테), 4기(비바체)               | 5, 6학년 2반 담임 및 축제관리               | 푸른하늘 초등학교의 2반 담임 선생님으로 장메이의 담임 선생님이다. 아이들이 담임으로 삼고 싶어하는 선생님! 아이들을 혼낼 때 화내기보단 울음부터 나온다. 천수영 선생님의 대학 후배이다. 김선희 선생님이 학교를 휴직하고 그 뒤를 이은 천수영 선생님이 1반 담임과 학년 부장 자리를 맡게 되자 2반의 담임 자리가 비어 천수영 선생님의 부탁으로 자신이 2반의 담임을 맡게 되면서 처음으로 교직 생활을 하게 된다. 레미와 메이가 졸업한 후 4학년 2반 담임을 맡게 된다. 1967년생 추측됨. |
| 김선희 선생님 | 3기(포르테) 특별출현                   | 3, 4학년 1반 담임                           | 우빈, 세진, 세영이의 3, 4학년 때 담임 선생님이자, 지우의 4학년 시절 담임 선생님이였다. 아이들을 많이 걱정하고 생각해주는 선생님이다. 2년 동안 푸른하늘 초등학교에서 근무하였으나, 현재는 학교를 휴직하고 아이들이 마음 놓고 공부할 수 있는 시설로 가서 모종의 이유로 학교를 가지 못하는 아이들의 마음이 열리게끔 도와주고 있다. 제자인 세진, 세영, 우빈, 지우가 졸업한 후 천수영 선생님의 부탁으로 다시 학교로 돌아와 6학년 2반 담임을 맡게 된다. |
| 또미의 선생님 | 3기(포르테), 4기(비바체)               | 1, 2학년 1반 담임 및 정보관리               | 푸른하늘 초등학교의 1, 2학년 1반의 담임 선생님으로 또미의 담임 선생님이다. 6학년 아이들이 졸업한 후 4학년 1반 담임을 맡게 된다. |
| 보건 선생님   | 1기, 2기(샵), 3기(포르테), 4기(비바체) | 보건관리                                    | 푸른하늘 초등학교의 보건 선생님이자 마녀 세계에서는 여왕으로 이중 생활을 하고 있다. 인간 세상의 학교에서는 아이들을 돌보고 치료하며, 마녀 세계에서는 인간과 마녀계가 다시 교류할 수 있게끔 방법을 연구하고 있다. 5, 6학년 1, 2반의 부담임 선생님이다. 레미가 졸업한 후에는 학급 담임을 맡게 되며 3학년 1반 담임을 맡게 된다. 인간계 나이로는 1971년생 추측됨 |

### 5, 6학년 1반
| 이름   | 등장 시기                                                             | 직급                  | 성격 | 성별 | 캐릭터 설명 |
| ------ | --------------------------------------------------------------------- | --------------------- | --- | ---- | --- |
| 신땡구 | 1기, 2기(샵), 3기(포르테), 4기(비바체) \|\| 체육부장 \|\| 활발한 성격 | 남자                  | 레미의 6년째 같은 반 친구이자 체육 부장으로, 겉으로는 레미를 늘 놀리지만, 마음 속으로는 좋아하고 있다. 레미와 친한 마법 왕국의 왕자 에이스를 질투한다. |      | |
| 정우빈 | 3기(포르테), 4기(비바체)                                              | 전교 부회장           | 성실한 성격 | 남자 | 레미와 5, 6학년 때 같은 반 친구이자 전교 부회장으로 인기가 매우 많다. 잘 사는 집안의 아아인데다 공부를 잘 하며, 체육도 잘 하고, 예의 바르기까지! 못하는 것이 없는 아이. 개그를 좋아해서 5학년 때 같은 반이 된 수철이와 손을 잡고 반 아이들에게 개그를 보여준다. 여자애들 중에서는 레미와 제일 친하다. 초등학교 졸업 후 레미와 같은 푸른하늘 중학교에 입학한다.                               |
| 장세진 | 3기(포르테), 4기(비바체)                                              | 5, 6학년 1반의 부반장 | 성실한 성격 | 남자 | 레미와 5, 6학년 때 같은 반 친구이자 부반장으로, 국어, 사회, 영어를 잘 한다. 2반에 있는 세영이와 쌍둥이 남매로, 같은 반 친구인 우빈이와 제일 친하다. 역시 공부도 잘 하고 귀여운 외모로 여자 아이들에게 인기가 많다. 여자 아이들 중에서는 세영이를 제외하고는 레미와 제일 친하다. 6학년 여름 캠프는 개인 사정 때문에 참석하지 못한다. 초등학교 졸업 후 레미와 같은 푸른하늘 중학교에 입학한다. |
| 김소라 | 1기, 2기(샵), 3기(포르테), 4기(비바체)                                | 학생                  | 활발한 성격 | 여자 | 레미의 같은반친구로 여자지만 프로레슬링선수가 되는게꿈이다. 멋모르거나 귀엽다고 함부로 나부대거나 얕보다간 큰코다친다.. |
| 나옥수 | 1기, 2기(샵), 3기(포르테), 4기(비바체)                                | 전교학생회장          | 촐랑거리는 성격 | 여자 | 레미의 6년째같은반친구이자 전교학생회장으로 잘난척을 하고다니고 있으나 속으로는 외롭고 마음이 여리다. 메이와같이 나라예중에 입학한다. |
| 이아림 | 1기, 2기(샵), 3기(포르테), 4기(비바체)                                | 학생                  | 온순한 성격 | 여자 | 레미의 6년째같은반친구이자 그림그리는 것을 좋아한다. 미래의 만화가가 되는게 꿈이다. |
| 이강민 | 3기(포르테), 4기(비바체)                                              | 학생                  | 온순한 성격 | 남자 | 레미의 5. 6학년 같은반친구이자 과거 아빠가 유명한 밴드가수였다. 그 뒤를이어 밴드 가수가되는게 꿈이되었다. 초등학교 졸업 후 레미와 같이 푸른하늘 중학교에 입학한다. |
| 서지우 | 3기(포르테), 4기(비바체)                                              | 학생                  | 조용한 성격 | 여자 | 레미의 5. 6학년 같은반친구이자 과거 친구들이 뒷담화하는 것을 들은 후 학교에가는 것을 무서워한다. 그러나 레미를 만나고 나서 생각과 마음을 바꾸고 학교에 가기로 결심한다. |
| 오수철 | 1기, 2기(샵), 3기(포르테), 4기(비바체)                                | 학생                  | 활발한 성격 | 남자 | USOS 그룹의 멤버였다. 혼자 1반이 된후 탈퇴되었으나 개그에관심이있던 인기남 우빈이가 손을내밀자 손을잡고 반아이들에게 개그를보여준다. 그러나 아무도 웃어주는사람도 없고 썰렁하다 우빈이가 썰렁한 개그를해도 인기가 떨어지지 않으니 어쩔땐 미우면서도 또 한편으로는 고맙고 좋다. |
| 임미영 | 3기(포르테), 4기(비바체)                                              | 학생                  | 조용한 성격 | 여자 | 레미의 5. 6학년 때 같은 반 친구이자 아림이랑 친한 친구이다. 그림에 소질이 있어 그림을 잘 그린다. |
| 오영호 | 1기. 2기(샵), 3기(포르테), 4기(비바체)                                | 학생                  | 차가운 성격 | 남자 | 레미와 6년째 같은 반 친구이자 메이의 소꿉친구이다. 메이를 좋아하지만 겉으로는 표현하지 않는다. |
| 경희   | 3기(포르테), 4기(비바체)                                              | 도서부장              | 온순한 성격 | 여자 | 레미의 절친한 친구로, 책 읽는 것을 좋아하며 규칙을 지키는 것을 중요하게 생각한다. 모범생이 되기 위해 열심히 노력하고 있다. |
| 박철민 | 3기(포르테), 4기(비바체)                                              | 학생                  | 차가운 성격 | 남자 | 땡구와 영호의 절친한 친구이자 소라의 소꿉친구이다. |
| 장목희 | 3기(포르테), 4기(비바체)                                              | 학생                  | 온순한 성격 | 여자 | 레미와 같은 반 친구로 남자 아이들이 여자 아이들에게 벌레를 보여주거나 하면 무서워하지 않고 친구들을 대신해 복수해준다. |
| 차재민 | 3기(포르테), 4기(비바체)                                              | 학생                  | 조용한 성격 | 남자 | 1반의 학생으로 아빠가 경찰관이다. 경찰관인 아빠와는 사이가 좋지 않았다. 그러나 레미와 친구들 덕분에 아빠와 화해하였고, 그 뒤로 경찰관이 되는게 꿈이 됐다. |
| 최두식 | 3기(포르테), 4기(비바체)                                              | 5. 6학년 1반 반장     | 냉정한 성격 | 남자 | 1반의 반장으로 반 아이들에게 냉정한 성격으로 알려져 있다. 공부는 우빈이와 뺨칠 정도로 잘하지만, 자신만 생각하는 차가운 태도 때문에 반 아이들에게 인기는 꽝이다. |
| 이진성 | 3기(포르테), 4기(비바체)                                              | 학생                  | 조용한 성격 | 남자 | 처음에는 소심했지만, 강한 면도 있는 아이. 축구는 못 하지만 좋아한다. |
| 이만수 | 4기(비바체)                                                           | 학생                  | 성실한 성격 | 남자 | 성실하고 예의바른 성격이다. 검도를 할 때 강력한 검도를 보여준다. |
| 한예슬 | 1기, 2기(샵), 3기(포르테), 4기(비바체)                                | 학생                  | 온순한 성격 | 여자 | 레미와 메이와 같은 유치원 출생이다. 학생 신문의 기자이며, 특별한 일이나 사건이 일어나면 물불을 안 가리고 취재에 나선다. 놓치기 어려운 사거니 있을 때에는 안경이 반짝인다. |
| 예은   | 1기, 3기, 4기(비바체)                                                 | 학생                  | 온순한 성격 | 여자 | 반에서 체육을 잘하고 체격이 가장 좋은 여학생. 하지만, 자신의 체형에 콤플렉스가 있어 걱정을 한다. 개구리를 싫어한다 |

### 5, 6학년 2반
| 이름   | 등장 시기                              | 직급                    | 성격        | 성별 | 캐릭터 설명 |
| ------ | -------------------------------------- | ----------------------- | ----------- | ---- | --- |
| 최병호 | 1기, 2기(샵), 3기(포르테), 4기(비바체) | 5학년 2반 반장          | 성실한 성격 | 남자 | 메이의 5, 6학년 때 같은 반 친구이자 5학년 때 반장이였다. |
| 봉선화 | 3기(포르테), 4기(비바체)               | 6학년 2반반장           | 성실한 성격 | 여자 | 생일은 5월 12일로 메이의 5, 6학년 때 같은 반 친구이자 6학년 2반 반장으로 공부도 잘하고 예쁘다. 남자 아이들에게 인기가 많으며 부반장인 세영이와 같이 꼬마 마법사들과 친하게 지낸다. 초등학교 졸업 후 메이와 같은 나라 예술 중학교에 입학한다. |
| 장세영 | 3기(포르테), 4기(비바체)               | 5, 6학년2반 여자 부반장 | 성실한 성격 | 여자 | 메이의 5. 6학년 때 같은 반 친구이자 세진이와 쌍둥이 남매이다. 2년째 부반장으로 수학, 과학을 잘하며 친구들이 많다. 여자이지만 비행기에 관심이 많아 한 때 세진이와 모습을 바꿔서 수업한 적도 있으며, 친구들 중에서도 꼬마 마법사 친구들과 제일 친하다. 6학년 여름 캠프는 개인 사정 때문에 참석하지 못한다. 초등학교 졸업 후 레미와 같은 푸른하늘 중학교에 입학한다. |
| 남세동 | 3기(포르테), 4기(비바체)               | 학생                    | 활발한 성격 | 남자 | USOS 그룹의 새 멤버이다. 반에서 개그를 보여주나 역시 썰렁하다. 자신의 개그를 본 사랑이에게 욕을 한바가지로 얻어먹는다. |
| 소영   | 3기(포르테), 4기(비바체)               | 학생                    | 성실한 성격 | 여자 | 메이의 같은 반 친구로 예의 바른 학생이다. 할아버지 할머니께 봉사하려하는 성실한 마음을 가지고 있다. |
| 권오달 | 1기, 2기(샵), 3기(포르테), 4기(비바체) | 학생                    | 활발한 성격 | 남자 | USOS의 멤버 중 한명으로, 세동과 마찬가지로 썰렁한 개그로 반 분위기를 썰렁하게 만든다. |
| 석이   | 1기, 2기(샵), 3기(포르테), 4기(비바체) | 학생                    | 활발한 성격 | 남자 | USOS의 마지막 멤버이며, 언제나 반 분위기를 썰렁하게 만든다. |
| 채송이 | 3기(포르테), 4기(비바체)               | 학생                    | 온순한 성격 | 여자 | 공주병이 있는 아이. 여름방학의 자유 과제를 함께한 사이다. 기계를 다루는 것에 익숙하지 않아 레미처럼 어리숙한 면이 있다. |
| 차남수 | 1기, 2기(샵), 3기(포르테)              | 학생                    | 활발한 성격 | 남자 | 스포츠 만능인 축구부의 동료인 땡구와는 친구이다. 말을 험하게 하고, 고집도 세지만 폭풍으로부터 나리가 키운 꽃을 필사적으로 지키려 하는 등 마음 따뜻한 면도 있다. |
| 나리   | 1기, 2기(샵), 3기(포르테)              | 학생                    | 조용한 성격 | 여자 | 레미와 메이와 같은 유치원 출신이며, 꽃을 좋아하여 원예부에 들어가 있다. 학교에 누구보다 제일 일찍 등교하여 꽃을 돌봐주는데, 아무런 의미없는 행동이라고 비하하지만 태풍이 오는 날에도 꽃을 보러가는 강한 책임감을 가지고 있다. |
| 한예은 | 1기, 2기(샵), 3기(포르테), 4기(비바체) | 학생                    | 조용한 성격 | 여자 | 몸이 약해서 병원에 입원한 탓에 결석하는 일이 있지만 성적이 좋으며, 학원을 운영하는 아버지를 둔 부잣집 딸이다. 어렸을 적 어머니를 병으로 잃어 어머니 얼굴을 기억하지 못해서 어머니의 날(한국명 어버이날)을 싫어했다. |